# Houtu

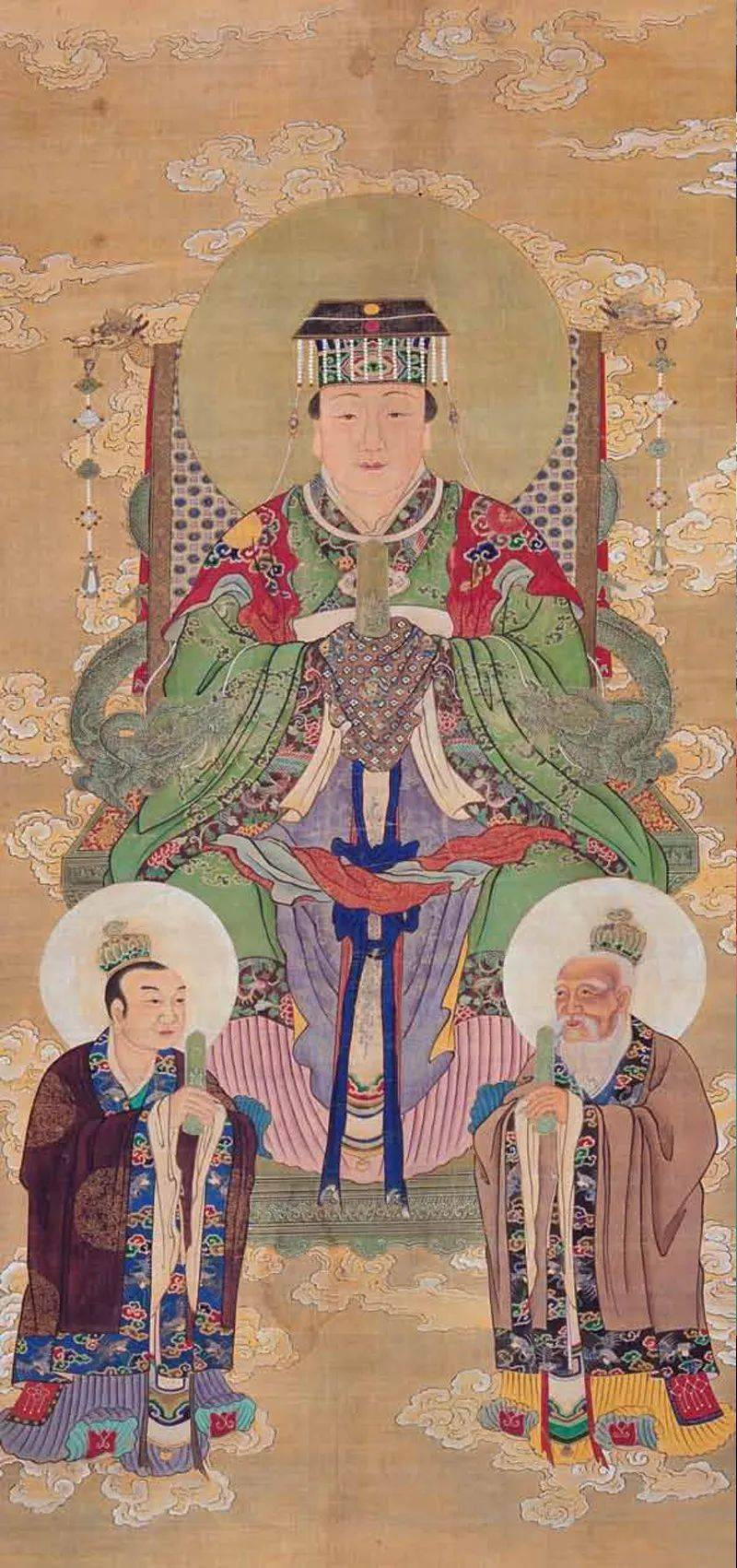
Peinture de la déesse Houtu avec ses assistants (temple du nuage blanc de Pékin).

Houtu (en chinois : 后土, « Reine de la Terre ») ou Houtushen (后土神, « Déesse Reine de la Terre »), aussi connu sous le nom de Houtu Niangniang (厚土娘娘, « Dame de la Terre profonde », ou 后土娘娘, « Dame Reine de la Terre »), Dimu (地母, « Terre Mère ») ou Dimu Niangniang (地母娘娘, « Dame Terre Mère »), est la divinité du sol et de la Terre dans la religion et la mythologie chinoises. Elle est le souveraine suprême de tous les tudigongs (« Seigneur des sols locaux »), de Sheji (en) (« l'État »), Shan Shen (« Dieu des montagnes »), Chenghuang (« Dieu de la ville locale »), et de toutes les divinités du propriétaire du monde entier.
Elle est également l'une des Quatre Majestés, les dieux les plus haut placés dans le taoïsme.

## Rôle
Houtu est à l'origine la déesse de tous les sols dans la mythologie chinoise primitive, avant d'être adoptée dans le taoïsme sous la forme d'une des Quatre Majestés.

### Dans la mythologie primitive
Selon les classiques chinois Zuo Zhuan (fin du IVe siècle av. J.-C.), le), Li King et Shanhai jing, Houtu est le fils de Gonggong, capable de contrôler le déluge en installant des montagnes de terre,,. Elle est également le dieu assistant de l'un des Cinq grands empereurs, Huang Di, le dieu de l'élément terre (en) dans la cosmologie wuxing,.
Dans les mythes anciens, Gonggong est également lié au premier tudigong, son fils Gou Long, qui est nommé dieu du sol par Zhuanxu.

### Dans le taoïsme
Dans le taoïsme, Houtu est l'une des Quatre Majestés, avec l'Empereur de jade, l'Empereur Tianhuang (en) et l'Empereur Ziwei (en). Dans certains textes taoïstes, deux autres dieux, l'Empereur Changsheng (en) et l'Empereur Qinghua, sont ajoutés pour constituer les « Six Majestés » (六御). Le daochang (en) (lieu de présence de l'essence de l'illumination) de Houtu se trouve au mont Jiuhua.
En raison de la croyance selon laquelle Tian (en) (le ciel) représente le yang et Di (en) (la terre) représente le yin, la plupart des gens pensent que Houtu est une divinité féminine.

### Dans le bouddhisme
Certains chercheurs lient Houtu à la déesse bouddhiste Bhumi, qui est la personnification de la Terre.

## Culte
Houtu est vénérée pour la première fois par l'Empereur Wen de Han (dans le comté de Fenyin, actuel comté de Wanrong au Shanxi) et par l'Empereur Wu de Han en 113 av. J.-C.

## Carte du fleuve Jaune
Houtu apparaît dans certaines versions du mythe de la Crue des hautes eaux : Yu se serait trompé dans sa tâche visant à canaliser le fleuve Jaune vers la mer, en draguant dans le mauvais sens. La Mère sacrée Houtu réalise alors la carte du fleuve Jaune (en) et envoie l'un de ses oiseaux messagers divins pour transmette à Yu son instruction d'ouvrir un canal à l'est pour permettre le bon drainage.

## Galerie

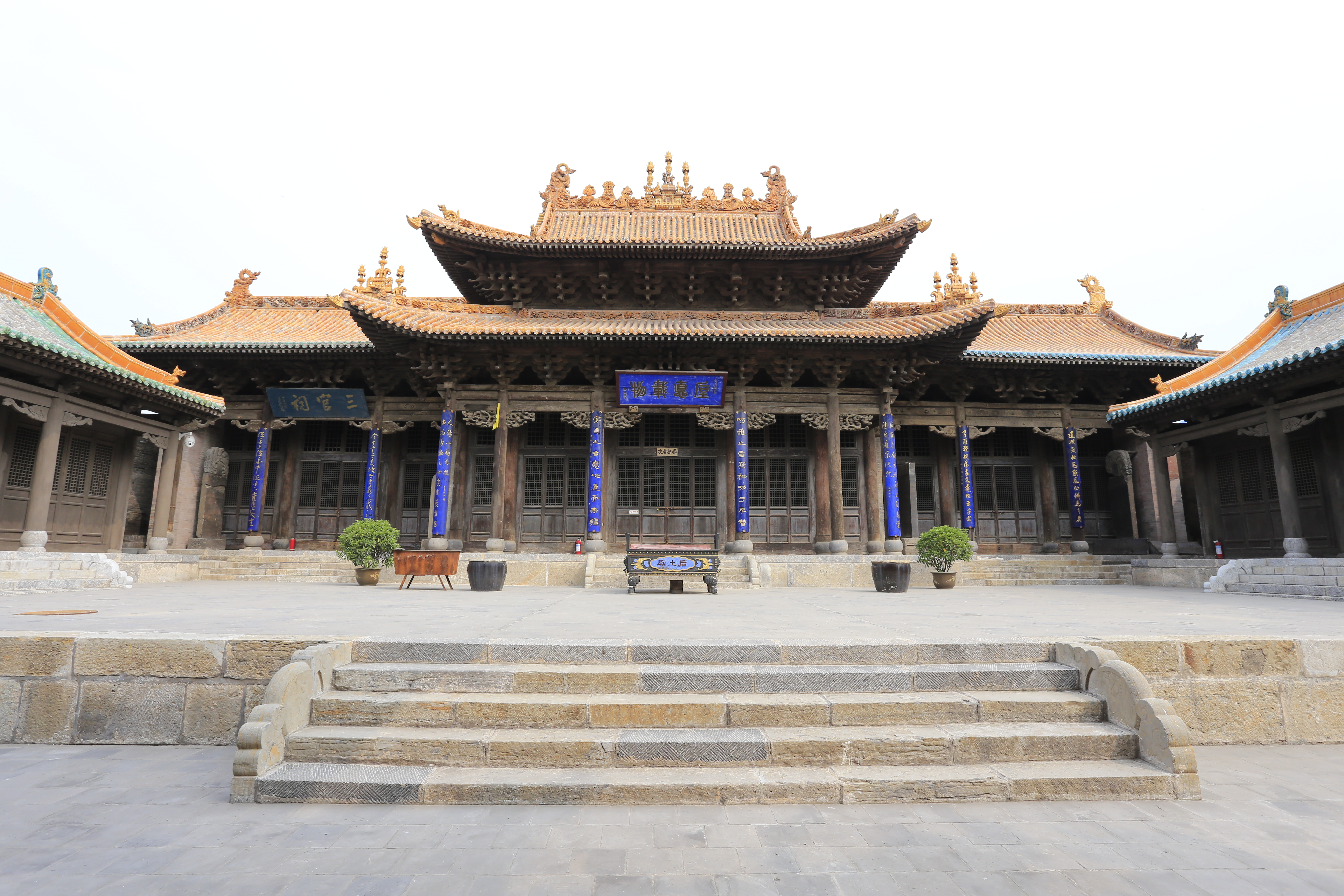
Temple de la Reine de la Terre à Jiexiu au Shanxi
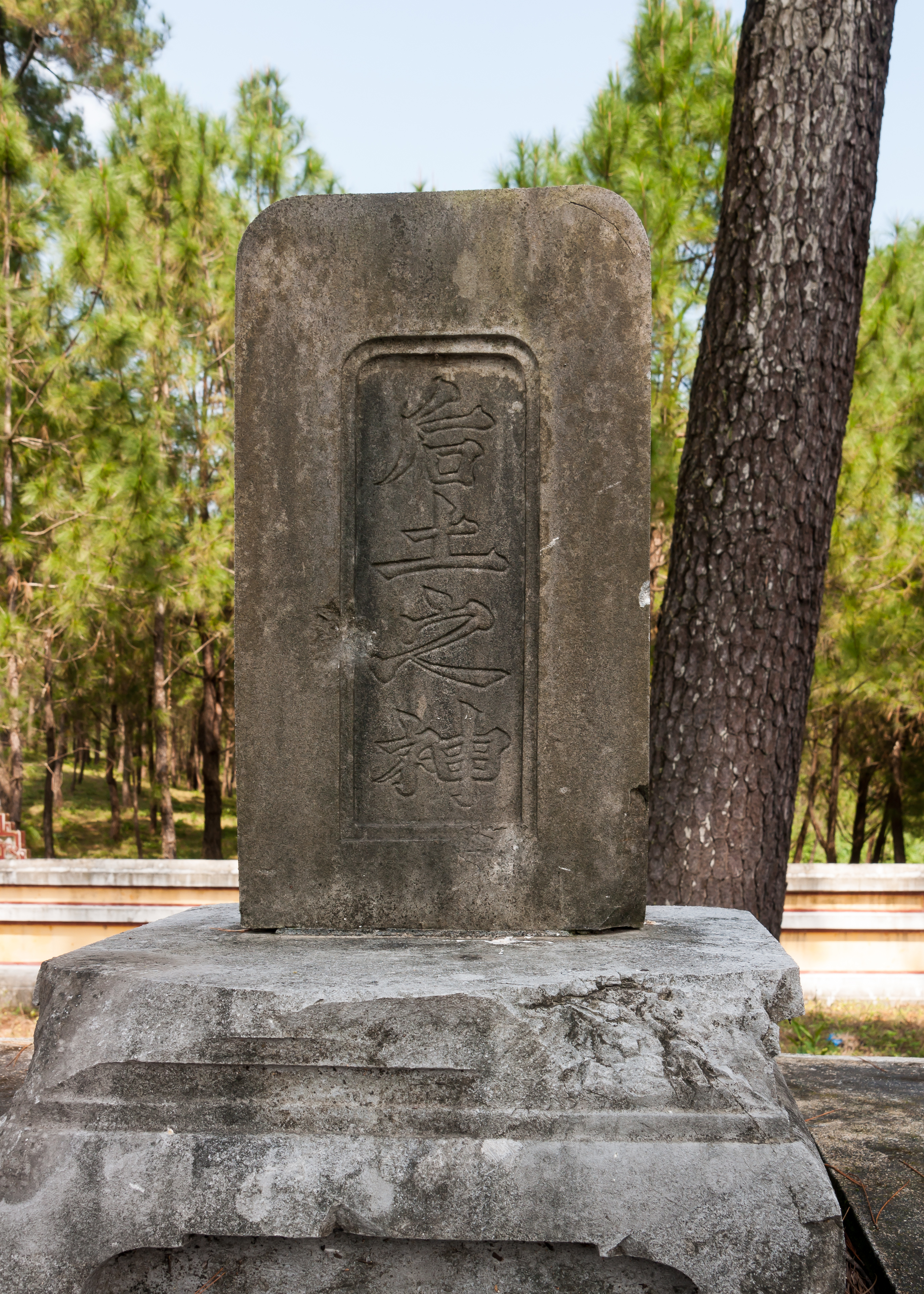
Pierre dédiée à Houtu sur le lieu de sépulture de Gia Long, ancien empereur du Viêt Nam
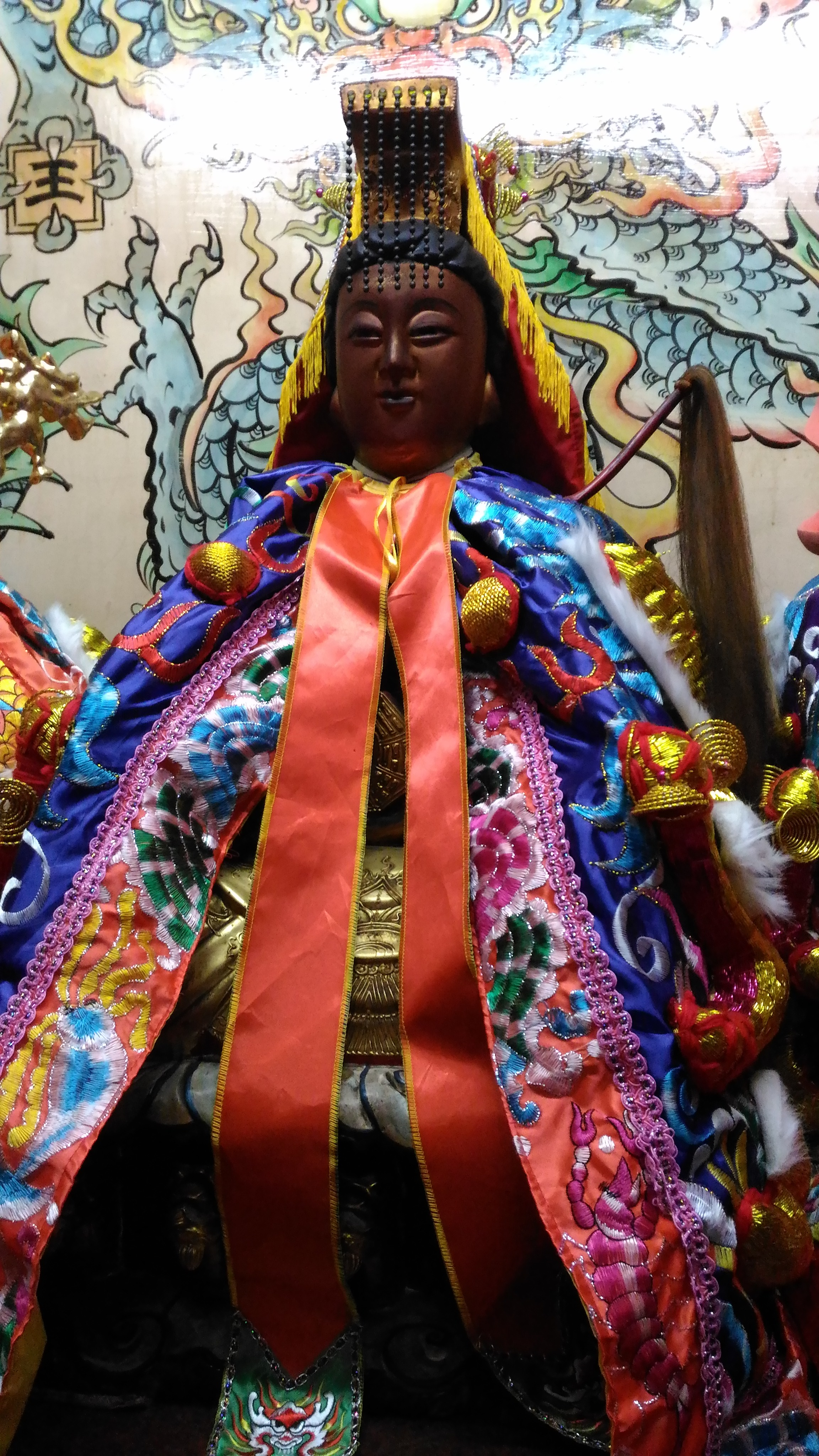
Statue de Houtu dans un temple taïwanais